# 加賀農業協同組合
加賀農業協同組合（かがのうぎょうきょうどうくみあい）は、石川県加賀市に本所を置く農業協同組合である。略称はJA加賀。

## 沿革
- 1997年（平成9年）4月 - JA加賀市、JA河南、JA山中町の3JAが合併し設立。
- 1998年（平成10年）4月 - JA東谷と合併。